# Свети Йоан Предтеча (кръщелня в Солун)
„Свети Йоан Предтеча“ (на гръцки: Άγιου Ιωάννη του Προδρόμου) е православна църква в македонския град Солун, част от Солунската епархия на Вселенската патриаршия, под управлението на Църквата на Гърция. Църквата е изградена в центъра на града около антична кръщелня (баптистерий), свързана със система от катакомби със съседния храм „Света София“.
Разположена е в градинка между „Иктин“ на северозапад, „Макензи Кинг“, която я отделя от „Света София“ на север и „Павлос Мелас“ на изток. Останките са под нивото на улиците, на нивото на „Света София“ и „Света Богородица Медникарска“. Запазеният басейн е първоначално част от античен нимфеум - храм на нимфите. Християнският баптистерий вероятно е по-стар от „Света София“. На една от колоните е изсечен кръст. Катакомбната система от коридори и две подземни помещения, в едно от които има малък извор, е открита в 1892 година. В средата на двора се намират останките от византийска църква, която е много подобна на ротондата „Свети Георги“, но по-малка. Тази църква също е построена върху руините на античен храм. Разкопки са проведени в 1932 година, когато там е решено да се постори сграда. Разкритите антични останки спират строителството.
Съвременната църква е добър пример за съчетание на модерна архитектура и антични останки – построена е от стъкло и зелен камък в 1990 година върху по-малка от 1940 година.